# .mil
mil. هو نطاق إلكتروني أو امتداد للمواقع الإلكترونية شهير. وهو اختصار للكلمة الإنجليزية  military والتي تعني الجيش. وأي موقع تحت امتداد mil. أو نطاقه mil. من المفترض ان يكون موقع حكومي تابع للولايات المتحدة الأمريكية وmil. هو اسم نطاق الإنترنت الخاص بوزارة الدفاع الأمريكية أو المنظمات التابعة لها. وهو كان واحد من أوائل نطاقات المستوى الأعلى ، التي تم إنشاؤها في يناير 1985.
يستخدم الجيش الأمريكي أيضًا نطاقات Com. لبعض مواقع التوظيف الخاصة به، ومنظمات MWR العسكرية.